# Subancistrocerus budongo
Subancistrocerus budongo är en stekelart som först beskrevs av Meade-waldo 1915.  Subancistrocerus budongo ingår i släktet Subancistrocerus och familjen Eumenidae. Inga underarter finns listade i Catalogue of Life.